# Eugryllacris princeps
Eugryllacris princeps är en insektsart som först beskrevs av Carl Stål 1877.  Eugryllacris princeps ingår i släktet Eugryllacris och familjen Gryllacrididae. Inga underarter finns listade i Catalogue of Life.